# The Favor (2006)
The Favor (br: Um favor indecente) é um filme de drama escrito e dirigido por Eva S. Aridjis.
O filme estreou  no México em 19 de outubro de 2007 e em Nova York em 2 de maio de 2008.

## Snopse
O filme é sobre um fotógrafo morando em Nova Jersey que recebe uma chamada de uma mulher que quebrou seu coração 25 anos atrás.